# كريستوف وولف
كريستوف وولف (بالألمانية: Christoph Wolff)‏ هو عالم موسيقى وملحن ألماني، ولد في 24 مايو 1940 في زولينغن في ألمانيا.

## وصلات خارجية
- كريستوف وولف على موقع IMDb (الإنجليزية)
- كريستوف وولف على موقع ميوزك برينز (الإنجليزية)
- كريستوف وولف على موقع ديسكوغز (الإنجليزية)